# Bélier hydraulique

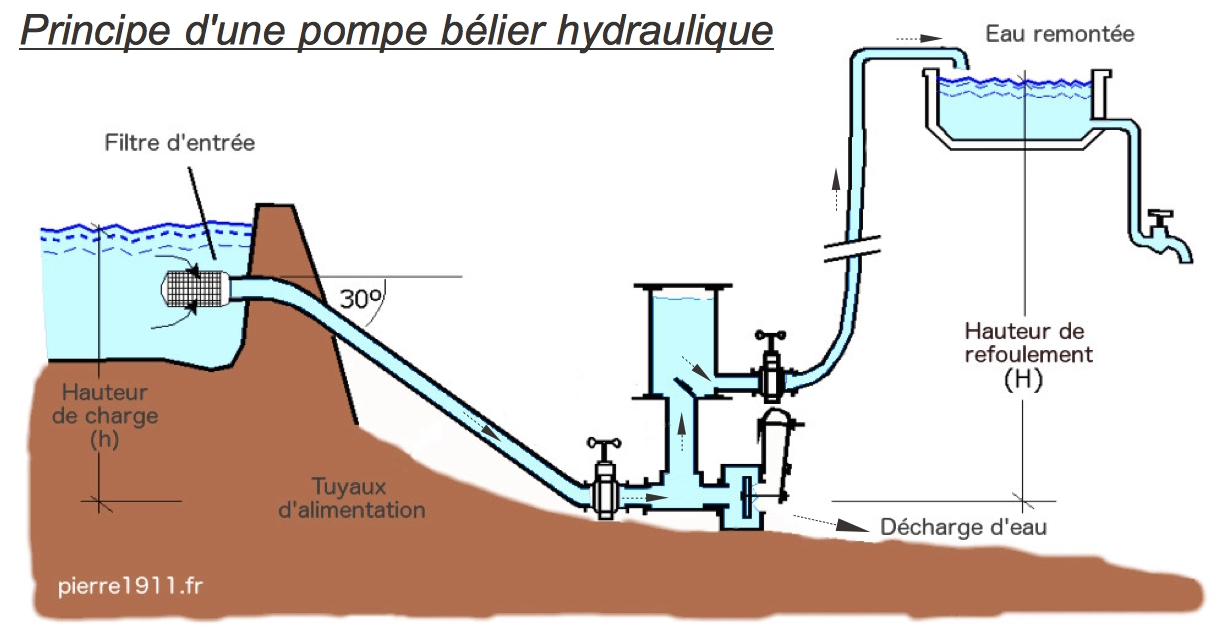
Exemple de dispositif opérationnel.

Le bélier hydraulique est un dispositif mécanique et hydraulique qui permet de pomper de l'eau jusqu'à une hauteur plus élevée que la source en utilisant l'énergie d'une chute d'eau de hauteur plus faible.

## Historique
Joseph-Michel Montgolfier eut en 1792, avec Aimé Argand, l'idée d'utiliser le phénomène du coup de bélier dans un mécanisme simple en vue du pompage de l'eau à destination de la papeterie familiale à Vidalon. Il se serait inspiré de la « machine à pulsation » inventée en 1772 par John Whitehurst.
Ernest-Sylvain Bollée améliore et concrétise son invention et dépose un brevet en 1857. Son fils, Ernest Jules Bollée, invente le bélier à deux eaux, breveté en 1888. Cette production mancelle est couronnée d'une médaille d'or à l'exposition universelle de Paris en 1889 et d'un grand prix en 1900 et 1905,.
Au début du XXIe siècle, le souci environnemental et la recherche d'un développement économique durable provoquent un regain d'intérêt pour cette technique. De nouveaux développements révolutionnent le rendement et la robustesse de ces machines. Le fabricant suisse Schlumpf innovations GmbH met au point un « bélier à grande vitesse ». Une entreprise d'Amérique latine met au point des béliers « multi-valves ». Des PME en font leur fer de lance.

## Principe de fonctionnement

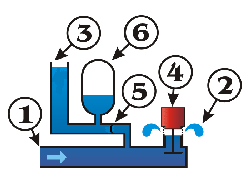
Principe du bélier – schéma 1.

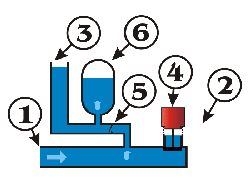
Principe du bélier – schéma 2.

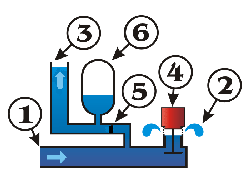
Principe du bélier – schéma 3.

### Coup de bélier
Le coup de bélier est un phénomène qui survient quand on ferme brusquement un robinet : la canalisation, du fait de l'arrêt de l'écoulement et de l'inertie de la masse d'eau en mouvement, subit un choc qui se traduit souvent par un bruit. Dans les grosses installations, ce phénomène peut provoquer l'éclatement des canalisations. Un dispositif à ressort ou à membrane, l'antibélier, permet d'atténuer ce phénomène et donc de protéger les installations.

### Énergie cinétique
Le principe utilise l'énergie cinétique d'une colonne d'eau ayant pris une certaine vitesse. Lorsque cette eau est arrêtée brusquement par un clapet, une surpression est créée, ce qui permet de faire monter une colonne d'eau à une certaine hauteur. Le résultat dépend de la quantité d'eau et de la vitesse mises en jeu. Le phénomène existe dans la nature, notamment sur les côtes comportant des crevasses exposées aux vagues de la mer. L'eau qui s'y engouffre heurte le fond et peut, dans certaines configurations, se trouver violemment expulsée vers le haut. Ce phénomène est appelé geyser maritime ou populairement souffleur.
Il existe une grande variété de mises en œuvre de ce principe.

### Principe de fonctionnement
La conduite d'arrivée d'eau (1), contrôlée par une vanne d'arrivée principale (non représentée), doit être alimentée par une eau sous pression (généralement liée à une dénivellation). La capacité de pompage de l'installation dépend de l'énergie cinétique de cette alimentation.
La pression d'arrivée est cependant inférieure à la hauteur manométrique du refoulement (3) et nécessite une énergie supplémentaire pour augmenter la pression. Le bélier est constitué d'une conduite d'arrivée (1), d'une soupape primaire (4) à ouverture contrôlée par un ressort (ou parfois par un simple poids), d'une conduite de refoulement (3) avec un clapet anti-retour (5) et une cloche remplie d'air (6).
Schéma 1
Au début du fonctionnement, le clapet anti-retour (5) est fermé sous l'effet de la pression statique de la colonne (3) et l'eau arrive par la conduite. L'eau s'échappe à l'extérieur du dispositif en (2) par la soupape primaire (4), mais celle-ci se ferme brusquement quand l'eau atteint une vitesse suffisante.
Schéma 2
Le coup de bélier se produit, et le clapet anti-retour (5), ayant une pression amont soudainement plus grande que la pression aval (3 et 6), s'ouvre. L'eau monte alors à la fois dans la cloche (6) — qui sert de tampon pour absorber une partie du choc du coup de bélier et pour réguler le débit du refoulement — et dans la conduite de refoulement (3).
Schéma 3
Quand la pression dans la conduite d'arrivée d'eau (1) redescend en dessous de la pression du circuit de refoulement (3 et 6), le clapet anti-retour (5) se referme, tandis que la soupape primaire (4) se rouvre sous l'action de son ressort. La pression de l'air de la cloche (6), et donc également son niveau d'eau, redescendent au fur et à mesure que l'eau est refoulée par (3). Le cycle peut alors recommencer.

## Utilisation
Ce dispositif convient particulièrement en montagne (bergeries par exemple) et dans les pays en voie de développement puisqu'il est peu coûteux en énergie et pratiquement sans entretien. Il convient de maintenir de l'air dans la cloche (l'air disparaissant par dissolution dans l'eau) à l'aide d'une pompe, manuelle ou automatique, sous peine d'interrompre le fonctionnement de l'installation.
Il existe des variantes au bélier de base : 
- le bélier à deux eaux[2] comprend deux circuits séparés pour, par exemple, remonter de l'eau d'une source à faible débit en utilisant l'eau d'un ruisseau non potable ;
- le bélier siphoïde[9], ou siphon élévateur[10], peut se trouver plus haut que la prise d'eau pour autant que le rejet soit plus bas que la prise d'eau.

## Vestiges

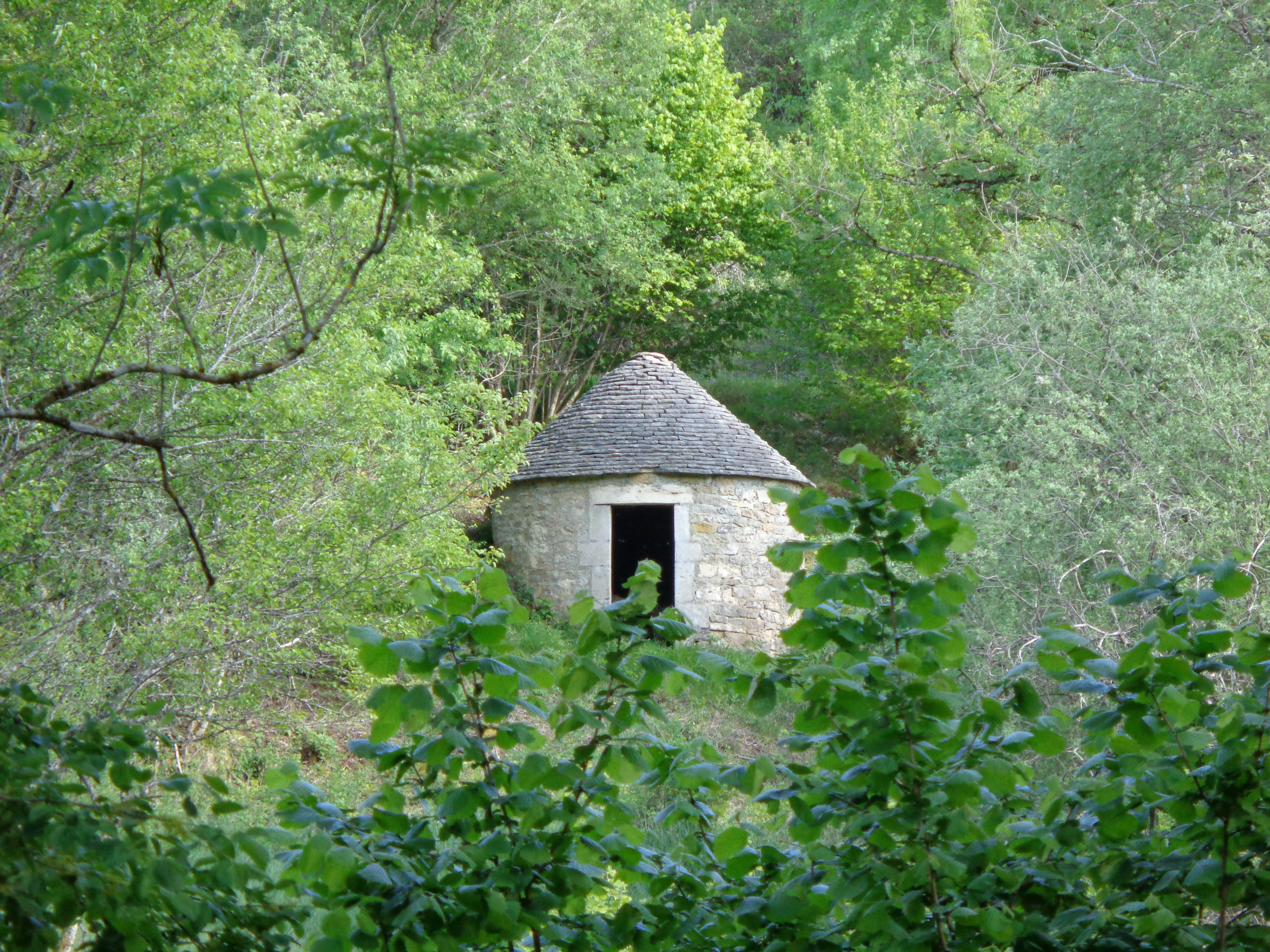
Petite construction couverte en laves abritant le système de pompage hydraulique pour alimenter le village de Saint-Germain-le-Rocheux en 1893.

### En France
Nombre de grands domaines fonciers ont été équipés de bélier hydraulique au XIXe siècle.
La duchesse de Dino, nièce de Talleyrand, serait une des premières châtelaines françaises à faire venir d'Angleterre des béliers hydrauliques pour son domaine de Rochecotte à Saint-Patrice (Indre-et-Loire), devenu un hôtel-restaurant de luxe.
À Montrésor, également en Indre-et-Loire, au bord de l'Indrois, une petite tourelle au toit conique abrite un bélier hydraulique installé à la fin du XIXe siècle par le comte Branicki. Il permettait d'alimenter en eaux le château et deux de ses fermes en surplomb.
Le bélier hydraulique du parc du château de La Ménardière à Mazières-en-Gâtine (Deux-Sèvres), datant des années 1880 et devenu maison de retraite, a été restauré vers 2000 avec l'appui technique de la maison Walton (Gironde). Un autre dispositif, abrité également dans une petite tour ronde coiffée d'ardoises en écailles, se trouvait dans un vallon dépendant du domaine du Fontenioux à Vernoux-en-Gâtine (Deux-Sèvres), dont le château du XIXe siècle a été démoli vers 1950.
Jusqu'en 1940 à Gonfreville-l'Orcher (Seine-Maritime), au château d'Orcher en bordure de Seine, un bélier hydraulique permettait d'alimenter un réservoir d'eau situé en haut de la tour principale. Ce bélier était alimenté par une source située à mi-hauteur de la falaise située en dessous du château.
Dans le pavillon de Manse, construit pour assurer l'alimentation en eau du château de Chantilly, on peut voir en fonctionnement un modèle réduit de bélier hydraulique,.
En Sologne, dans le parc du château de La Ferté-Imbault à proximité de la Sauldre, une construction en brique abrite deux anciens béliers hydraulique Bollée installés en 1884. Ces béliers, qui ne fonctionnent plus actuellement, étaient vraisemblablement alimentés par l'eau des moulins  situés en dessous du château.
Dans l'Hérault, on voit encore deux béliers hydrauliques de marque Douglas, dans le parc départemental de Restinclières. L'un dans une petite construction, l'autre à moitié enterré à proximité du Lez.
Un bélier hydraulique permettait de monter l'eau au domaine Loumaing à Lahosse. Il était installé au fond d'une petite construction qui subsiste de nos jours dans un champ cultivé, en bordure du ruisseau dont l'eau était captée en amont.
Un bélier hydraulique permettait, au XIXe siècle, de remonter l'eau depuis la rivière de la grotte d'Orchaise jusqu'au village d'Orchaise (Loir-et-Cher) situé au-dessus.
Un bélier hydraulique fut installé fin XIXe pour l'eau courante du chateau de Radepont (Eure) et qui utilisait l'eau de la rivière Andelle ; l'eau d'une source était montée dans un chateau-d'eau enterré en haut de la colline tout près du chateau.

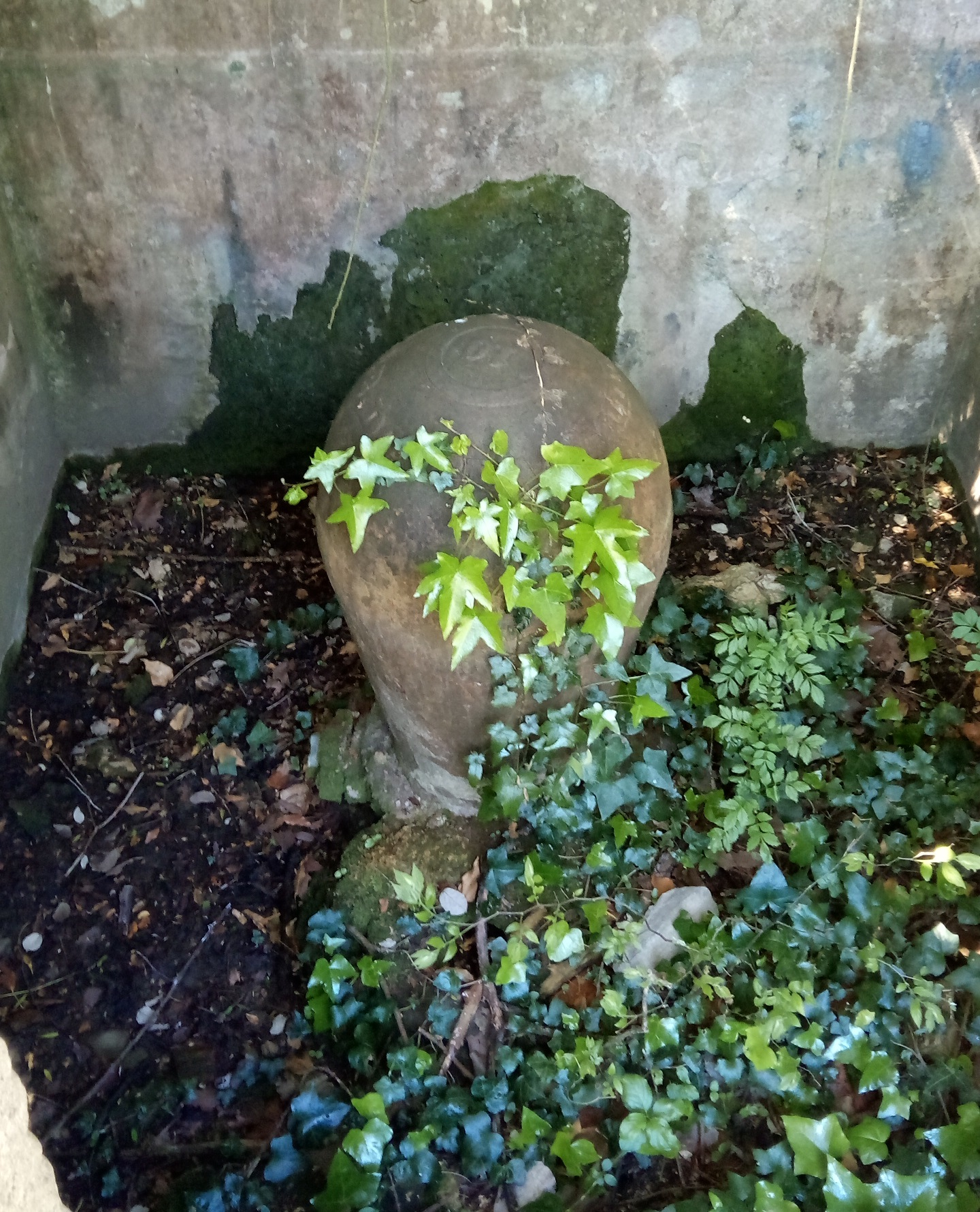
Bélier Douglas installé en intérieur au Domaine départemental de Restinclières (Hérault, France).
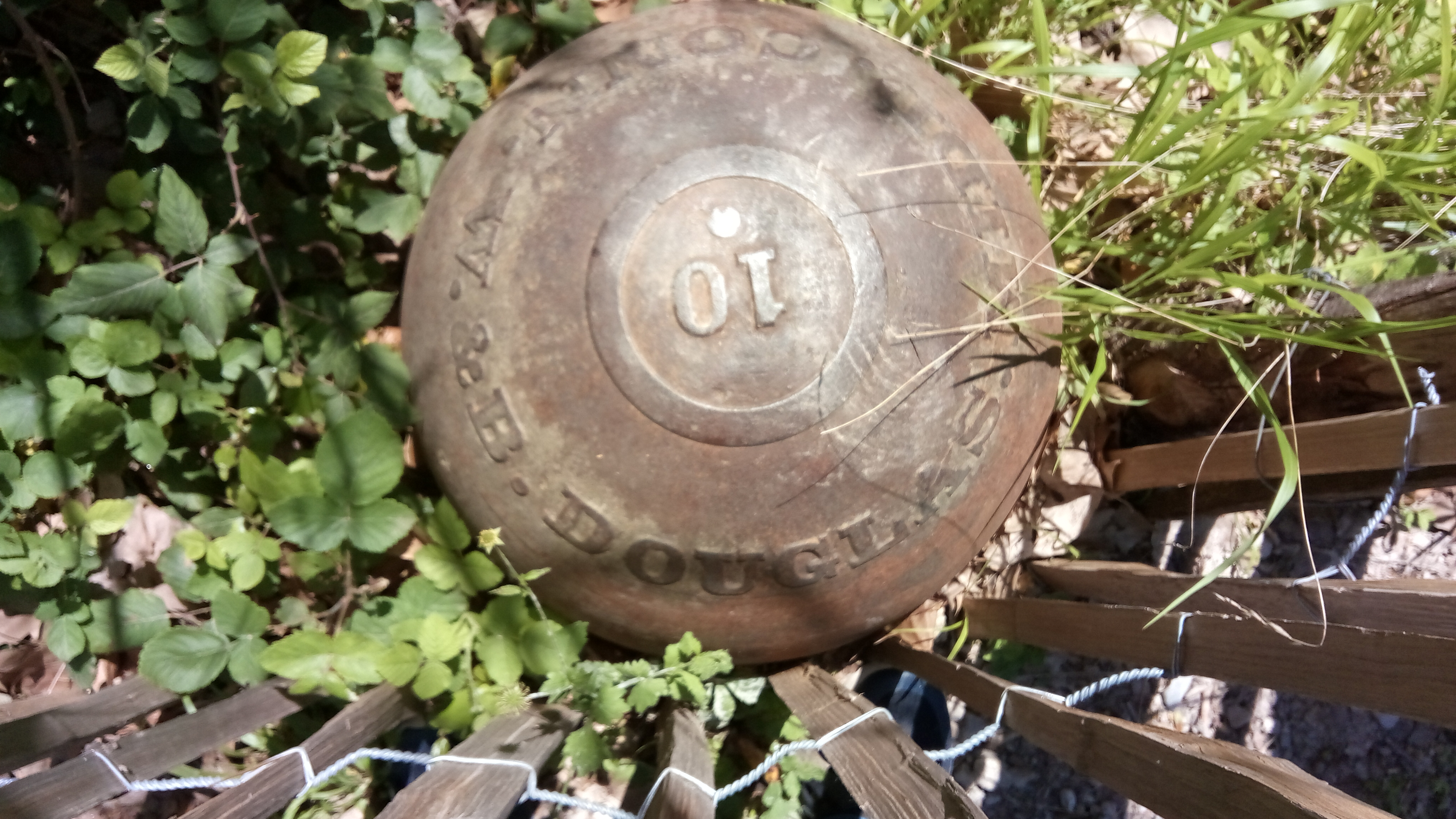
Bélier Douglas installé en extérieur au Domaine départemental de Restinclières (Hérault, France).
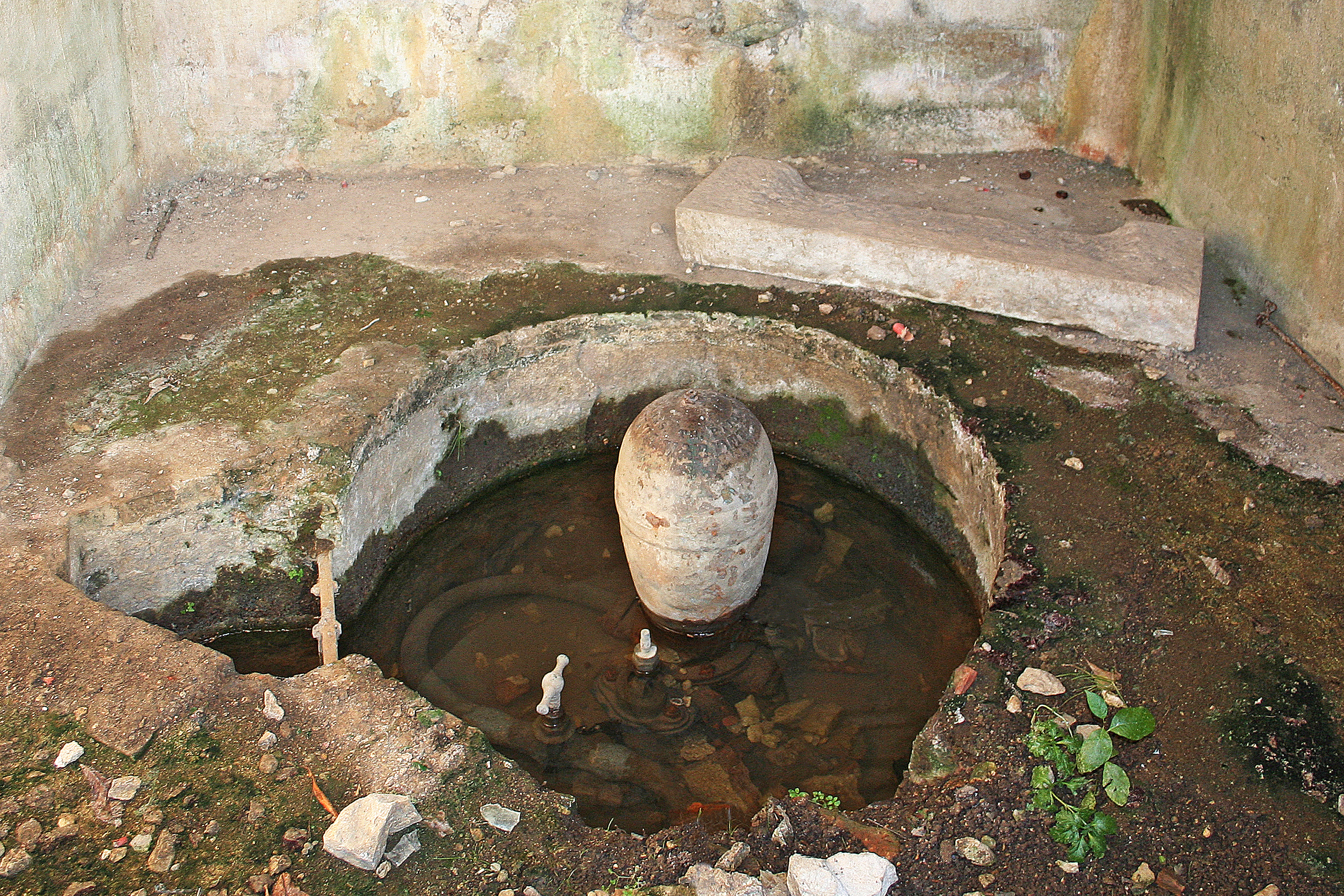
Bélier hydraulique produit par W. Garvens (Belgique) en place à Vendeuvre-sur-Barse (France).

### En Belgique
En Belgique, les ateliers W. Garvens, à Anvers, en ont produit. Le collège Saint-Roch à Theux en était équipé jusqu'en 1940. Une paire de béliers était installée au château d'Envoz à Couthuin. Au château de Bonne-Espérance à Tihange, une pompe W. Garvens est toujours en place dans son puits d'origine, de même que le captage d'eau ainsi que le réservoir situé dans une tour de style néo-mosan construite début du XXe siècle à cet effet.

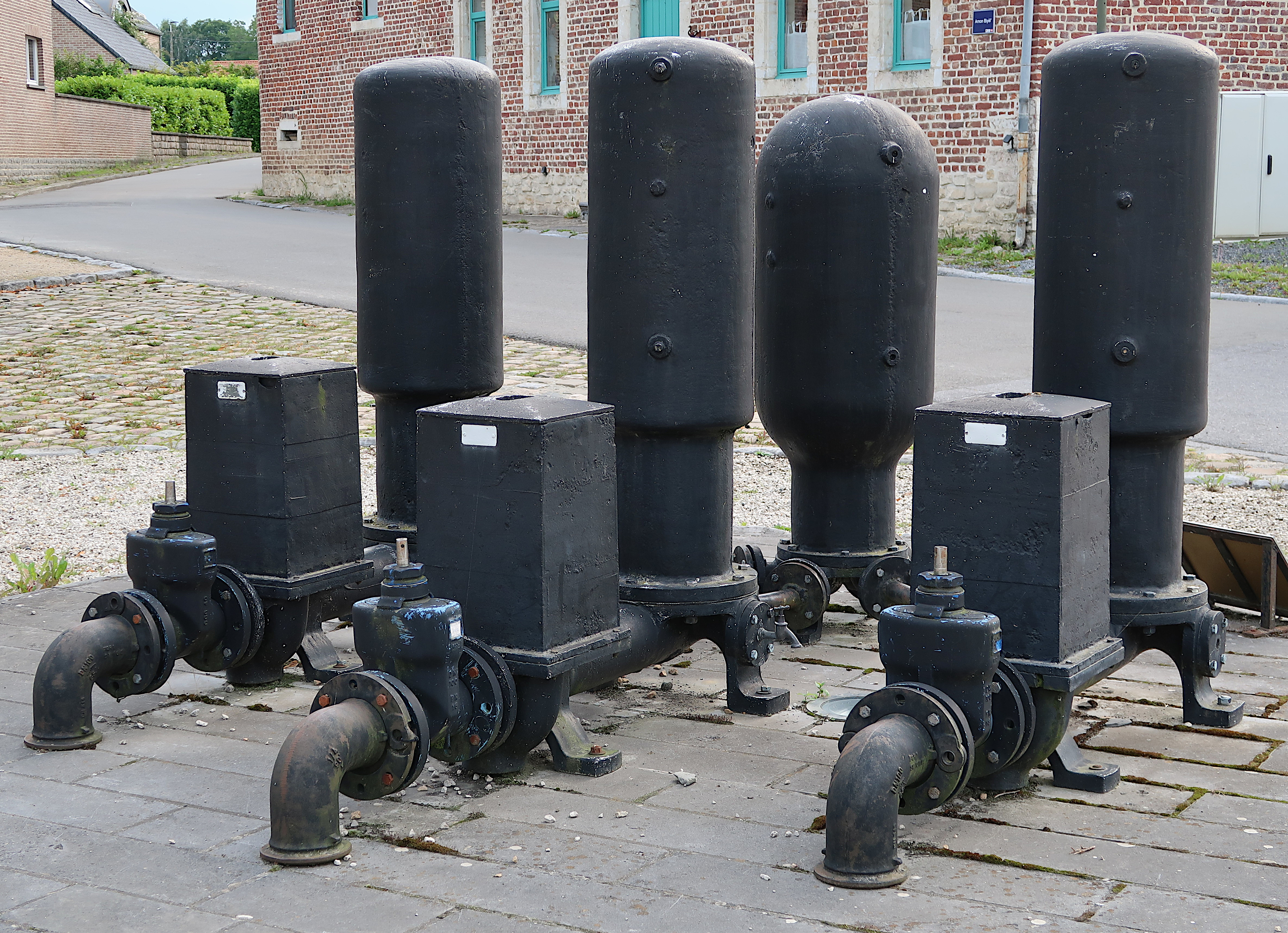
Batterie de trois béliers hydrauliques qui ont alimenté Noduwez (Belgique) en eau potable de 1912 à 1985.
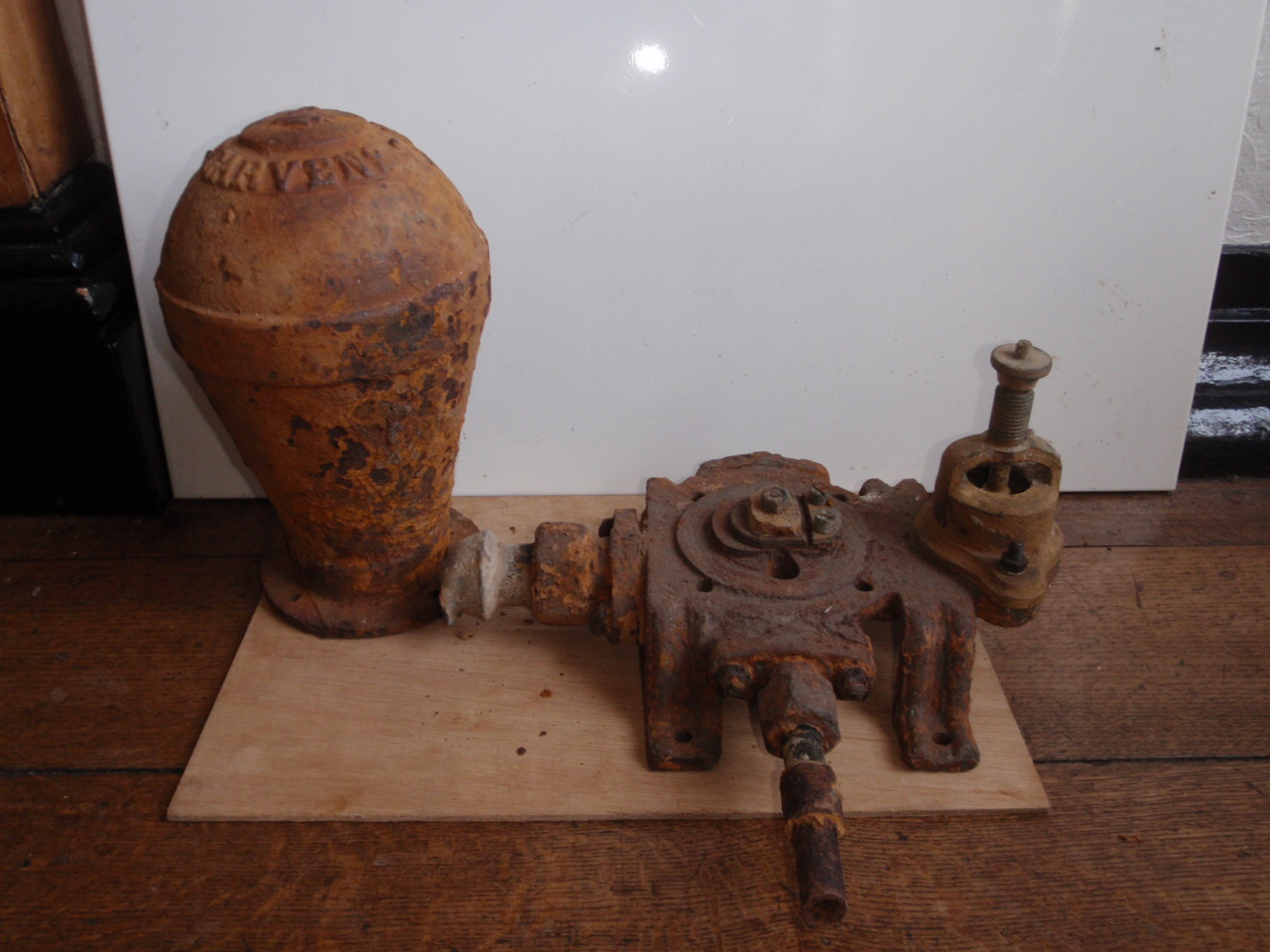
Bélier hydraulique anciennement installé à Envoz (Belgique), produit à Anvers dans les ateliers W. Garvens.

## Autre dispositif homonyme
Le vérin hydraulique permettant de manœuvrer une vanne secteur dans un réseau d'assainissement est également appelé bélier hydraulique.